# Zhang Youxia
Zhang Youxia, född i juli 1950, är en kommunistisk kinesisk politiker och militär. Han är förste vice ordförande i kommunistpartiets centrala militärkommission och ledamot i politbyrån i Kinas kommunistiska parti.

## Bakgrund
Zhang Youxia härstammar från Weinan i Shaanxi-provinsen och har starka band till Kinas ledare Xi Jinping. Han räknas därför till den inflytelserika "Shaanxi-klicken" i kinesisk politik. Hans far Zhang Zongxun deltog tillsammans med Mao Zedong i Höstskördeupproret 1927 och var veteran från Långa marschen, 1934-35. Under inbördeskriget 1947-49 var han befälhavare i befrielsearméns nordöstra kår, där Xi Jinpings far, Xi Zhongxun, var politisk kommissarie.

## Militär karriär
Zhang gick med i Folkets befrielsearmé 1968 och fick uppleva strid i kinesisk-vietnamesiska kriget. Hans stridserfarenhet banade väg för hans militära karriär och han fick generals grad 1997.
2007 valdes han in i sjuttonde centralkommittén i Kinas kommunistiska parti och 2017 blev han ledamot  i den nittonde politbyrån samtidigt som han utnämndes till vice ordförande i centrala militärkommissionen.